# Temple d'Apol·lo de Dídima
El Temple d'Apol·lo de Dídima (en grec: Διδυμαῑον; en llatí: Didymaeum) fou un antic santuari grec amb oracle dedicat a Apol·lo Filesi a la ciutat de Dídima, al costat de Milet a Jònia, Àsia Menor, actual Turquia. Fou un dels temples més grans del món antic. Era la seu de l'oracle de Dídima.

## Història
L'emplaçament del temple era, fins i tot abans que els grecs arribassen a Jònia, una deu sagrada i un bosquet. Durant el període grec, n'hi hagué tres temples diferents a l'indret en diferents èpoques. Segons fonts literàries, ja en els anys 600-500 abans de la nostra era hi havia un santuari oracular i un temple, en què feien ofrenes, entre altres, el faraó de l'Antic Egipte Necó II, i Cresos, rei de Lídia. Aquest primer temple sense sostrada (Temple I) data de finals del període geomètric o principis del període arcaic dels anys 700 o 600 ae.

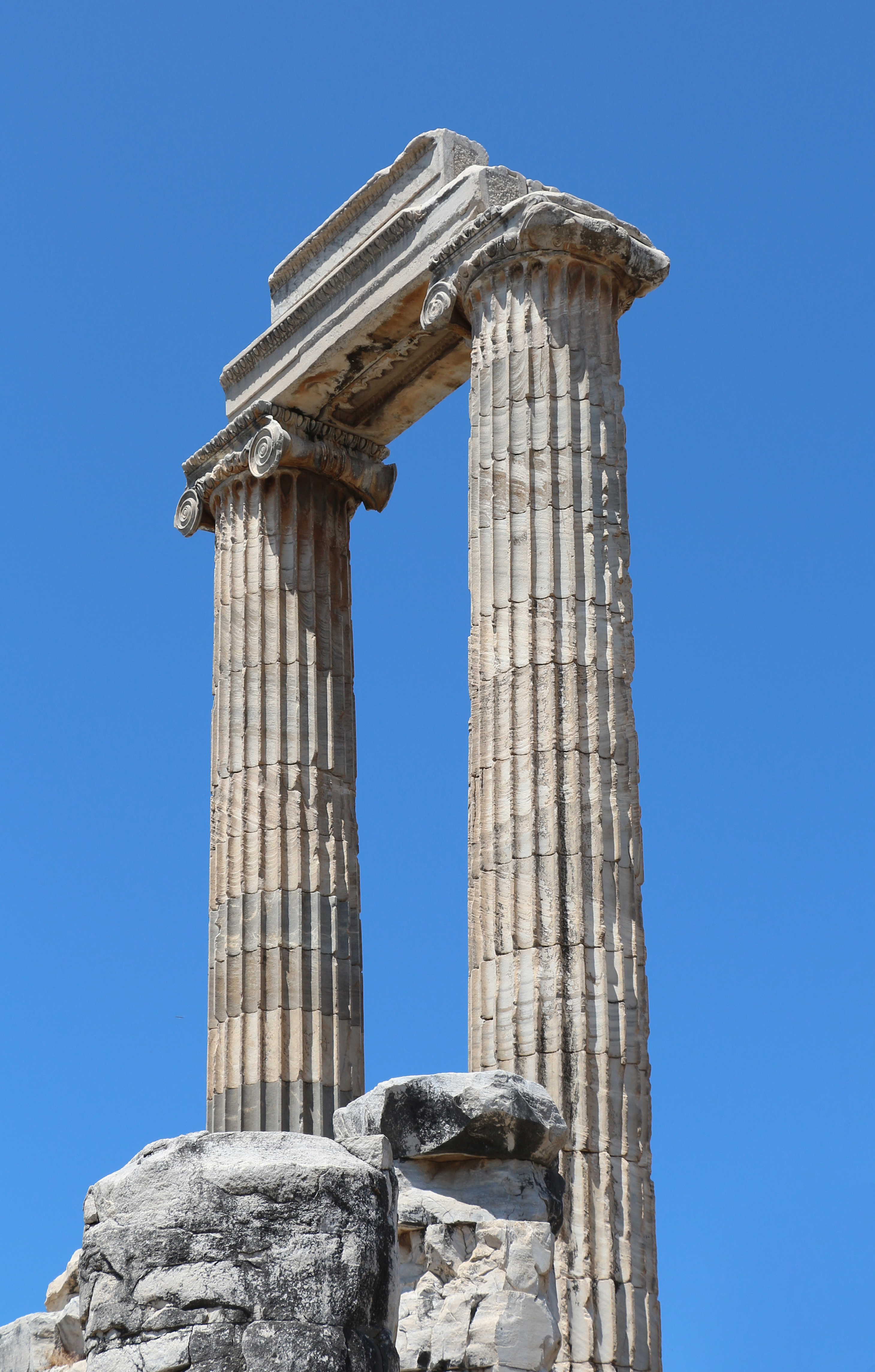
Els dos pilars verticals restants del temple

El primer temple va ser substituït per un de més nou (Temple II) construït en l'època arcaica final, al voltant del 550-530 abans de la nostra era. Aquest temple, el destruïren els aquemènides, segons Heròdot, després de la Revolta Jònica i la seua derrota el 494 ae i, segons Estrabó i moltes altres fonts, durant la Segona Guerra mèdica del 479 ae; hui, es considera generalment que un any anterior seria correcte.
Després de la destrucció del temple, el lloc sembla haver sobreviscut per a culte entre els anys 400 i 300 ae, i hi ha indicis de restauració a petita escala a aquest efecte. No hi ha proves, però, de la dedicació dels oracles abans del 331 ae. Es diu que la deu sagrada existia o fou redescoberta en aquesta època durant la visita d'Alexandre el Gran.
Amb això, començà el disseny d'un nou tercer temple (Temple III), que s'alçà a principis del període hel·lenístic, al voltant de l'any 300 ae. Certament, la construcció ja estava en marxa el 299/298 ae, segons la inscripció que esmenta Seleuc I Nicàtor, donant d'una gran quantitat de diners per a la construcció. Sembla que les obres també es van finançar amb els guanys del temple oriental de Milet construït per Antíoc I Soter. Segons Vitruvi, el nou temple, el dissenyaren Peoni d'Efes i Dafnis de Milet.
Les obres de construcció van durar molt de temps. Cap al 230 ae, el temple havia completat el crepidoma, les parts inferiors dels murs de l'àditon i els naiskos de l'àditon. En el 165 ae, les pilastres i el pòrtic principal de l'àditon estaven acabats. El projecte de construcció, però, va resultar ser massa ambiciós i grandiós, i mai no es va completar del tot. Pausànias esmenta que el temple va romandre inacabat, i això també es fa evident per les columnes inconcluses presents. La construcció del temple, tanmateix, continuà durant el segle i. L'emperador Calígula va intentar completar el temple.
Tot i incomplet, aquest temple del període hel·lenístic era el quart més gran del món grec. Només les Set Meravelles del Món Antic, el Temple d'Àrtemis a Efes, l'Herèon de Samos i el Temple de Zeus Olímpic d'Agrigent eren més grans. El temple es va construir deliberadament per a competir amb el reconstruït d'Àrtemis a Efes, que es va reconstruir si fa no fa en la mateixa època. Les proporcions n'eren les mateixes, igual que un dels seus arquitectes, Peoni.
En època medieval, s'edificà una basílica en el lloc del temple. Més tard, part del temple esdevingué una fortalesa. El temple seguia en peus en gran part el 1493, quan totes les columnes menys tres s'esfondraren en un terratrèmol.

## Edificis

### Temple del període geomètric
El temple més antic del lloc, l'anomenat Temple de Sekos, del període geomètric tardà (Temple I), estava situat a l'extrem occidental de l'àditon, del període hel·lenístic posterior. Es devia construir a l'entorn d'una font considerada sagrada. El temple consistia en una senzilla estructura rectangular sense teulada. Les parts superiors eren de rajola d'argila i no se sap si tenien columnes. L'edifici s'estrenyia cap a l'est, amb una amplada d'uns 10,3 m a l'extrem oest i 9,6 m a l'oriental. Els fonaments del temple s'han trobat dins d'un àditon posterior. La datació s'ha basat en les troballes de ceràmica.

### Temple arcaic
El temple d'època arcaica (Temple II) era d'estil jònic. Era un temple dípter, açò és, el perístasi tenia una filera exterior i una altra d'interior de columnes.
No hi ha dades exactes sobre la grandària del temple. La longitud de la crepidoma de dos nivells, o fonaments esglaonats, és de 72 o 89 m. Sembla que l'alçada de les columnes era d'uns 15,5 m, però se'n desconeix el nombre. Una de les propostes era de 17 columnes als costats llargs i 8 als curts, cosa que sumava un total de 86 columnes. Una altra proposta hauria tingut el mateix nombre de columnes que el temple hel·lenístic, 21 als costats llargs i 10 als curts, per a un total de 108.
El naos interior del temple consistia principalment en un àditon, que tenia uns 33 m de llargada i uns 19,9 m d'amplada, si més no a la banda occidental. A l'interior, l'àditon feia entre 16 i 17 m d'ample. L'àditon era hípetre, és a dir, sense sostre.
A la part oest de l'àditon hi havia un naiskos, un petit temple construït dins d'una barreja del període geomètric. Els erudits discrepen sobre si es va construir abans o al mateix temps que el Temple II del període arcaic. S'ha suggerit que es va edificar al voltant del 575 ae, i hauria estat anterior al Temple II; o del 550 ae, i n'hauria estat contemporani. Segons una proposta, s'hauria construït com a primera part del nou temple al voltant de l'any 575 ae, quan es va decidir substituir el sekos per un temple gran, però la construcció de tot el temple s'hauria retardat uns 25 anys. S'hi trobà un mosaic amb una figura femenina que feia uns 15 m de llarg i uns 5 m d'ample.
Al temple, probablement al naiskos, hi havia una talla d'Apol·lo feta per Cànac de Sició el Vell, acabada a la fi del 500 ae. Els perses se la van emportar a Ecbàtana després de destruir el temple.

### Temple hel·lenístic

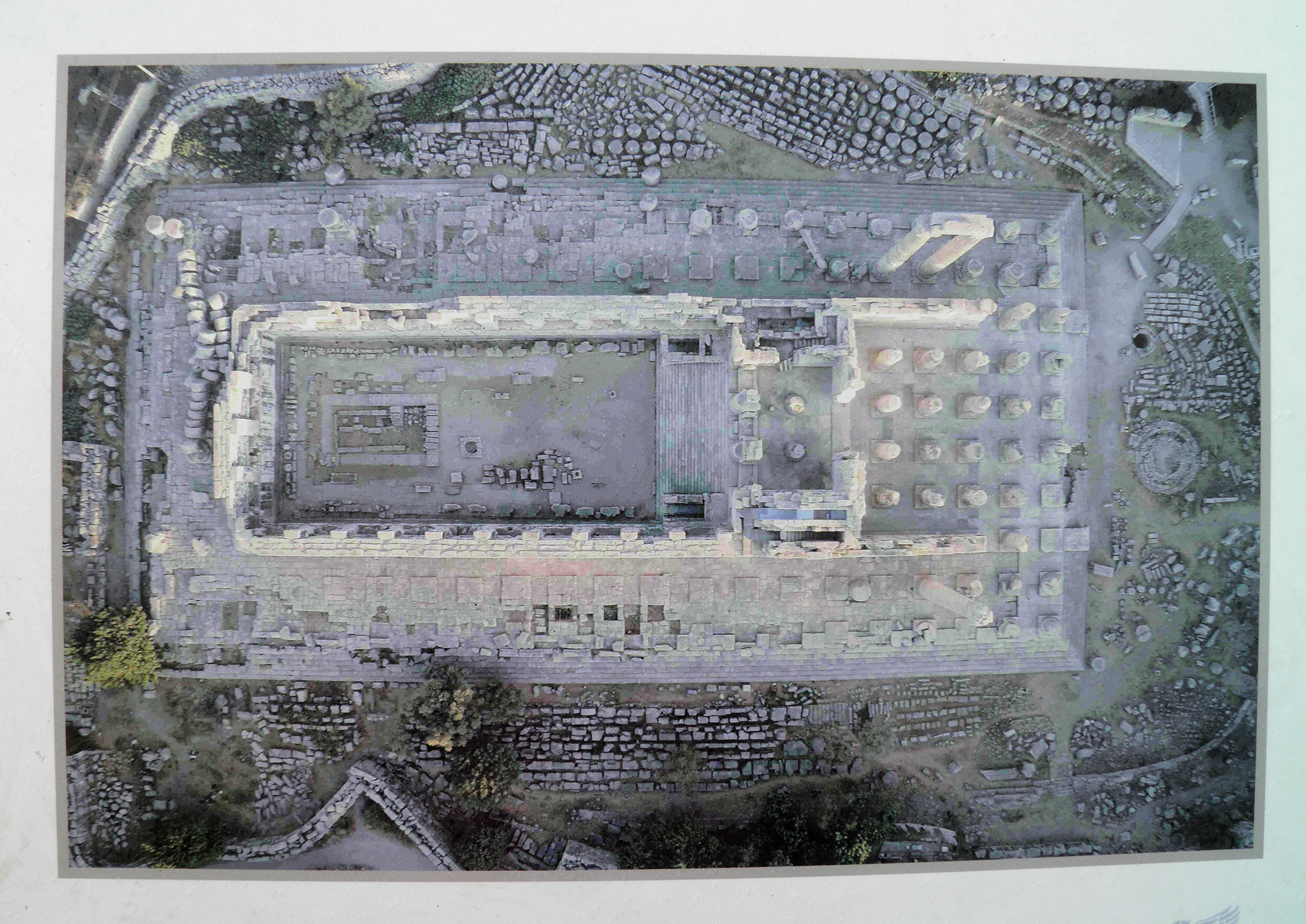
Vista aèria de les ruïnes del temple

El temple de l'època hel·lenística (Temple III) també era d'estil jònic. Igual que l'arcaic, era dípter. La filera exterior de columnes en tenia 21 als costats llargs i 10 als curts (decàstil), i en la filera interior, 19 × 8 respectivament. En total, el peristil tenia 108 columnes. L'amplada de les bessones n'era d'uns 11 m i l'alçada d'uns 19,7 m. A la banda inferior, el diàmetre n'és d'uns dos metres. Ara només en resten dempeus tres columnes, dues de les interiors de la banda nord-est i part de l'arquitrau entre aquestes, i una de les columnes interiors de la banda sud-est.
Les dimensions del temple es basen en un peu jònic, que feia uns 29,4 cm. El crepidoma de set nivells feia 118,3 m × 60,1 m en el nivell més baix. L'estilòbat, el nivell superior, feia 109,3 m × 51,1 m. La llargada del naos, el nucli del temple, era d'uns 87,4 m des dels extrems de les entrades, amb una amplada de 29,2 m a l'exterior i 21,7 m a dins. L'alçada dels murs del naos era d'uns 22-25 m.

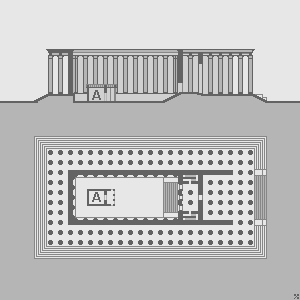
Planta del temple

El pronaos i l'entrada al temple eren normalment a l'est, amb 14 esglaons que duien a l'estilòbat. L'amplària del pronaos entre els murs de les antae és d'uns 23,8 m i la fondària d'uns 15,9 m. Entre els murs de les antae hi havia tres fileres de quatre columnes. Sumats al nombre de columnes del peristil, el total de l'exterior n'és de 120.
Darrere del pronaos hi havia l'anomenada cambra oriental, d'uns 14 m d'amplària i 8,7 m de fondària. Al bell mig de la cambra hi havia dues columnes d'estil corinti que sostenien el sostre.
El temple no incloïa pas l'opistòdom típic dels temples grecs. En el seu lloc, la cambra de l'est anava seguida d'un gran àditon, la part més sagrada del temple. El sòl era quatre metres per sota del de la cambra oriental. L'entrada a l'àditon és peculiar. No hi havia pas accés directe des del pronaos, perquè entre aquest i la cambra hi havia un mur amb una àmplia obertura a través de la qual era possible mirar cap al pati de l'àditon. Tant a dreta com a esquerra del mur principal, a l'oest del pronaos, hi ha portes que donen a corredors amb volta de canó inclinats cap avall. Aquests duen a una escala de 22 graons a l'est de l'àditon, d'uns 15,3 m d'amplada. Duu al pati de l'àditon o, en sentit contrari, a la cambra de l'est a través de les tres portes de la paret oest. Des dels murs nord i sud de la cambra est hi havia una escala, segurament fins al sostre de la cambra.

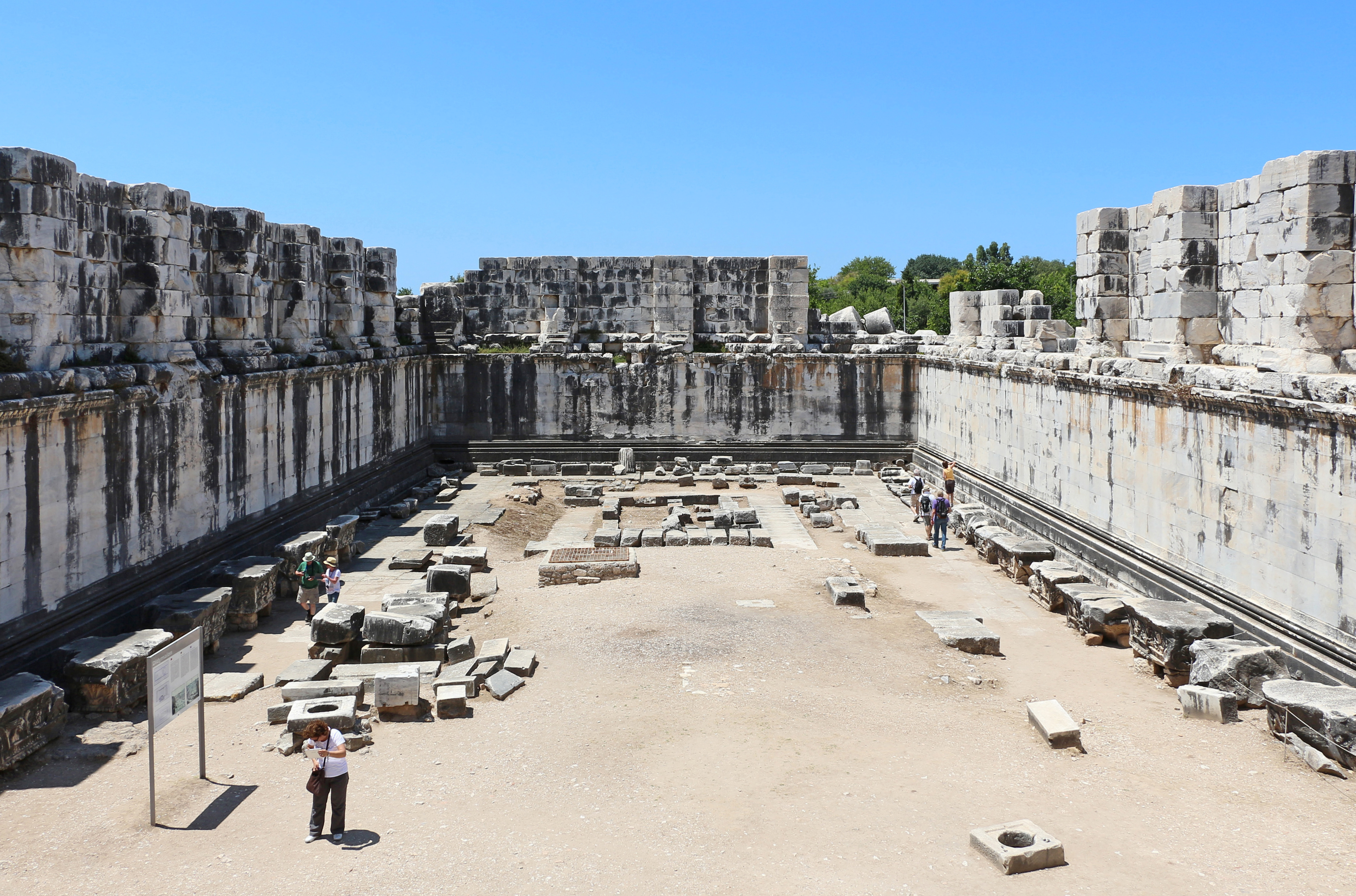
Àditon del temple, amb els fonaments de la part posterior del bloc cilíndric interior

La longitud de l'àditon des de l'escala fins a la paret del fons és d'uns 45,4 m. A l'est de l'àditon, a la part superior de l'escala, hi ha dues semicolumnes corínties. Aquesta fase del temple era també un temple hípetre, és a dir, no tenia sostre en la llinda, la qual cosa Estrabó atribueix al fet que el temple era molt gran.
Els murs interiors de l'àditon estaven flanquejats per pilastres d'estil jònic construïdes sobre un podi. Hi havia nou pilastres als costats llargs i tres a l'oest, i també hi havia pilastres als canton. A dins de l'àditon creixien llorers. A les parets interiors de l'àditon s'han trobat dibuixos de l'època de la seua construcció.
A l'extrem posterior o occidental de l'àditon es trobava el naiskos, un petit temple d'uns 14,5 m × 8,6 m. Era un tetràstil pròstil, açò és, tenia quatre columnes davant del pronaos. Eren d'estil jònic. El naos era de 7,5 m × 6 m. El naiskos pot haver estat original i més antic que el temple hel·lenístic. A dins, hi havia la font sagrada de l'Oracle i, segurament, una imatge de culte d'Apol·lo.

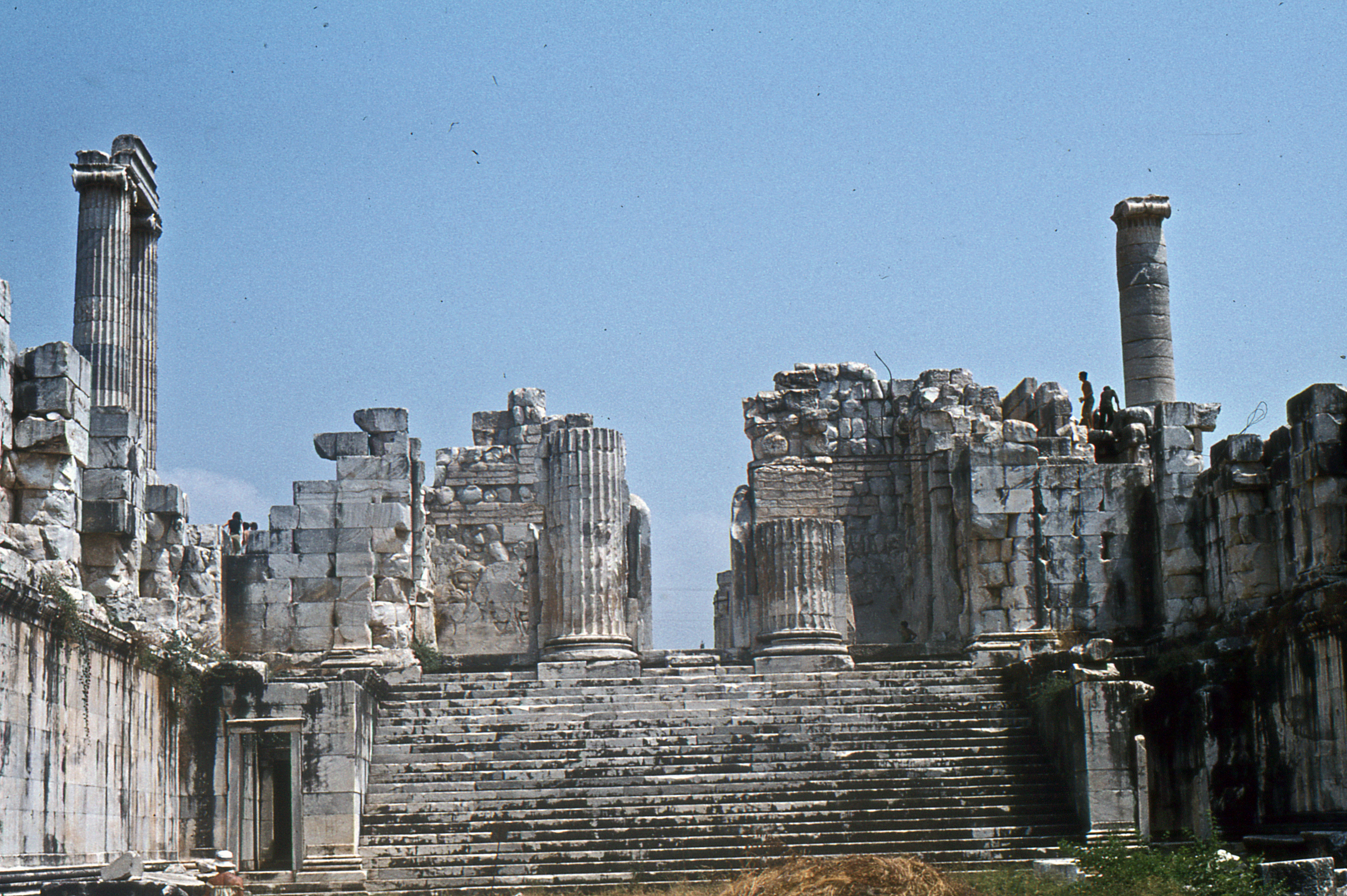
L'àditon i la cambra est es connecten per una escala, a banda i banda de la qual hi ha accessos als túnels d'entrada

S'ha volgut explicar la singularitat d'aquest temple afirmant que es va inspirar en edificis palatins perses o en els temples i palaus de la dinastia ptolemaica d'Egipte.

### Altar
Davant del temple, a la banda oriental, hi havia una estructura circular d'uns 8 metres de diàmetre, amb portes als costats oest i est. Es creu que aquest és l'altar del temple al qual es refereix Pausànias. Segons ell, l'altar era fet o format amb cendres i sang d'animals sacrificats. Les excavacions arqueològiques han revelat restes d'ossos cremats i fragments de gerros. Aquestes troballes es remunten a l'any 600 abans de la nostra era. Segons el mite, l'altar el va construir Hèracles.